# Lejeunea ulicina
Lejeunea ulicina är en levermossart som först beskrevs av Thomas Taylor, och fick sitt nu gällande namn av Gottsche et al.. Lejeunea ulicina ingår i släktet Lejeunea, och familjen Lejeuneaceae. Arten har ej påträffats i Sverige.